# Stephane Faatiarau
Stephane Faatiarau (13 de março de 1990) é um futebolista taitiano que atua como lateral-esquerdo. Atualmente joga pelo Central Sport e defende a Seleção Taitiana desde 2011, embora não seja convocado desde 2013.

## Carreira em clubes
Revelado pelo AS Tefana em 2009, foi tricampeão taitiano de futebol e ainda venceu a Copa do Taiti em outras 3 edições. Em 2015 deixou os auriverdes para defender o Central Sport, pelo qual conquistou o Campeonato Taitiano de 2017–18 e a Supercopa em 2018.

## Seleção
Convocado desde 2011 para a Seleção Taitiana, Faatiarau já tinha atuado pela seleção Sub-20 e ainda na Coupe de l'Outre Mer (torneio disputado pelos territórios de ultramar da França) em 2010. A estreia "oficial" do lateral-esquerdo pelos Guerreiros de Ferro foi num amistoso contra a Nova Caledônia em 2011. Em setembro do mesmo ano, fez seu único gol na vitória por 17 a 1 sobre o Kiribati, pelos Jogos do Pacífico Sul.
Não integrou o elenco campeão da Copa das Nações da OFC de 2012, mas foi lembrado por Eddy Etaeta para a Copa das Confederações realizada no ano seguinte. Disputou apenas a primeira partida, contra a Nigéria, entrando pouco antes do gol de Jonathan Tehau, que foi o único dos taitianos na competição. Este foi o último jogo de Faatiarau pelo Taiti, não sendo convocado desde então.

## Títulos
AS Tefana
- Campeonato Taitiano: 3 (2010, 2011 e 2014–15[3])
- Copa do Taiti: 3 (2010, 2011 e 2012)

Central Sport
- Campeonato Taitiano: 1 (2017–18)
- Supercopa do Taiti: 1 (2018)